# Saindoux
Cet article possède un paronyme, voir Sindou.
Le saindoux est un aliment obtenu en faisant fondre de la graisse de porc sans viande (panne et lard gras). Il est de couleur blanche, brillant, moelleux et soyeux. Il est très largement employé dans de nombreuses préparations culinaires comme les rillettes par exemple. Avec le beurre, les huiles, etc., c'est une matière grasse de cuisson en cuisine, en particulier dans les régions du Nord et de l'Est de la France, en Belgique et en Allemagne.

## Caractéristiques

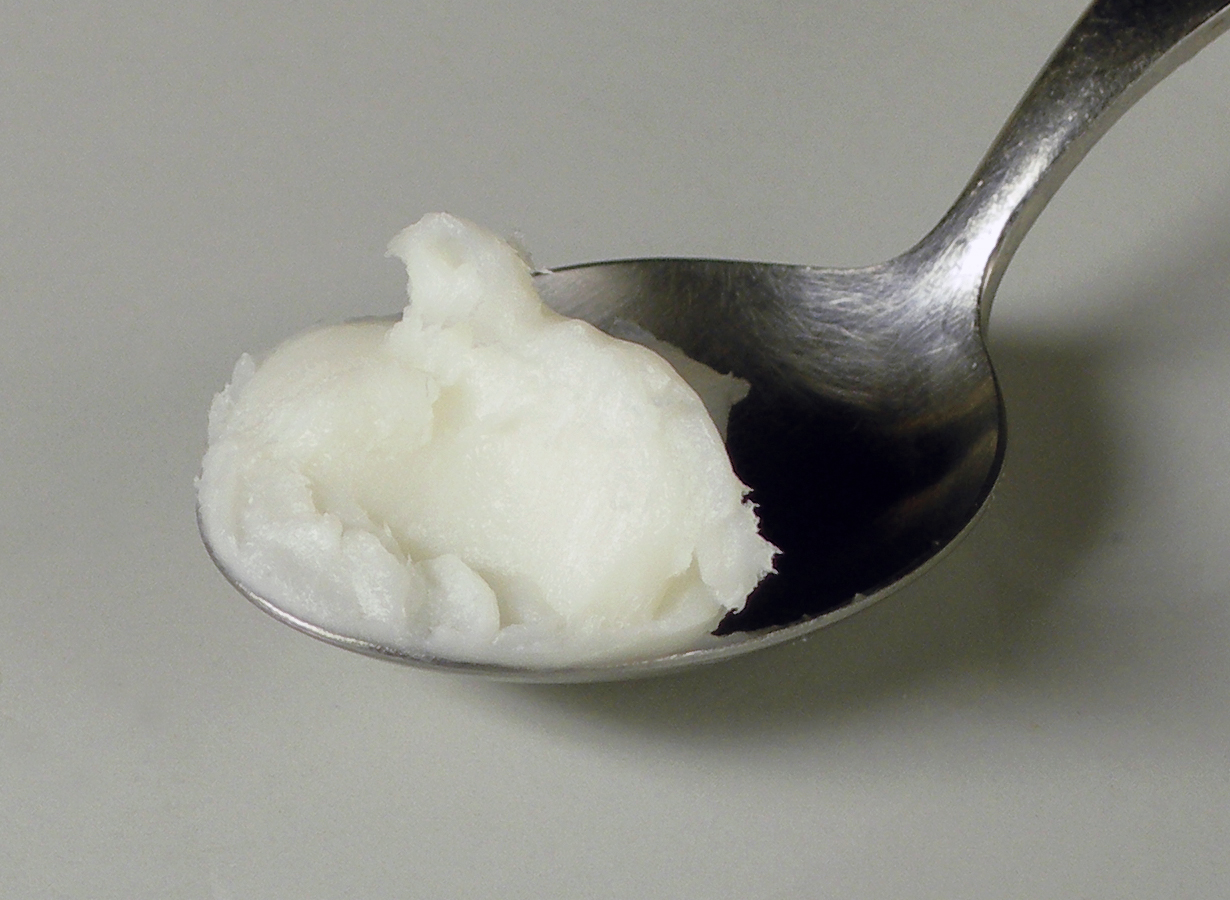
Saindoux.

Son point de fusion est assez élevé (au-dessus de 30 °C), de même que sa température critique (200 °C-210 °C). C'est ainsi qu'il peut être employé en friture et qu’il est particulièrement bien adapté aux cuissons longues.  Assez pauvre en eau, on peut le conserver longtemps au sec et au frais, surtout si l'on prend la peine de le recuire régulièrement.
Sa saveur typée et son astringence le limitent aujourd’hui aux préparations avec lesquelles il s'accommode le mieux : le porc, l'oignon et le chou (ou la choucroute) ou encore dans certaines pâtisseries. Il est régulièrement utilisé dans l'industrie pour les biscottes et les biscuits.
Les bardes de saindoux qui restent au fond de la casserole, nommées grattons ou greubons, sont grillées, de forme et couleur champignonnesque, pour servir de gâteau apéritif servi avec tous les alcools.
Comme la plupart des graisses animales, il contient beaucoup d'acides gras saturés. C'est également un aliment riche en énergie avec 896 kcal pour 100 grammes.
Le saindoux est utilisé en boulangerie pour confectionner la pâte brisée, la pâte à pâtés et certaines pâtisseries, comme les pies. Il est aussi utilisé pour les longues cuissons, les fritures, la confection de certains bonbons gélifiés, et même dans des domaines non alimentaires, comme le cirage de chaussures.
Le lardiguel, un mélange de saindoux et de jaune d'œuf, est utilisé pour l'entretien (recullotage) des billig.
Mélangé à de la soude (hydroxyde de sodium), le saindoux (Adeps suillus selon la nomenclature internationale des ingrédients cosmétiques) sert de base à la fabrication de savons, sous la dénomination sodium lardate.

## Étymologie
Le nom provient de l'ancien français saim et de ses multiples variantes (saime, sayn, seyme, sainme, saïn, sain, saing, saaing, sein, seing, sayen, saiien, xen), signifiant « graisse » ou « onguent », issu du latin saginem ou sagina pour « gras », « engraisser », et du suffixe dois (dous ou doulx), signifiant « doux », rappelant le goût non amer du saindoux.

## En Espagne
En Espagne, il s'utilise dans certaines recettes usuelles sucrées, comme l'ensaimada, les mantecados, la coca bamba ou les polvorones. Il est aussi utilisé pour la conservation des aliments cuits que l’on place dans des pots et sur lesquels se verse le saindoux chaud.

## En Italie

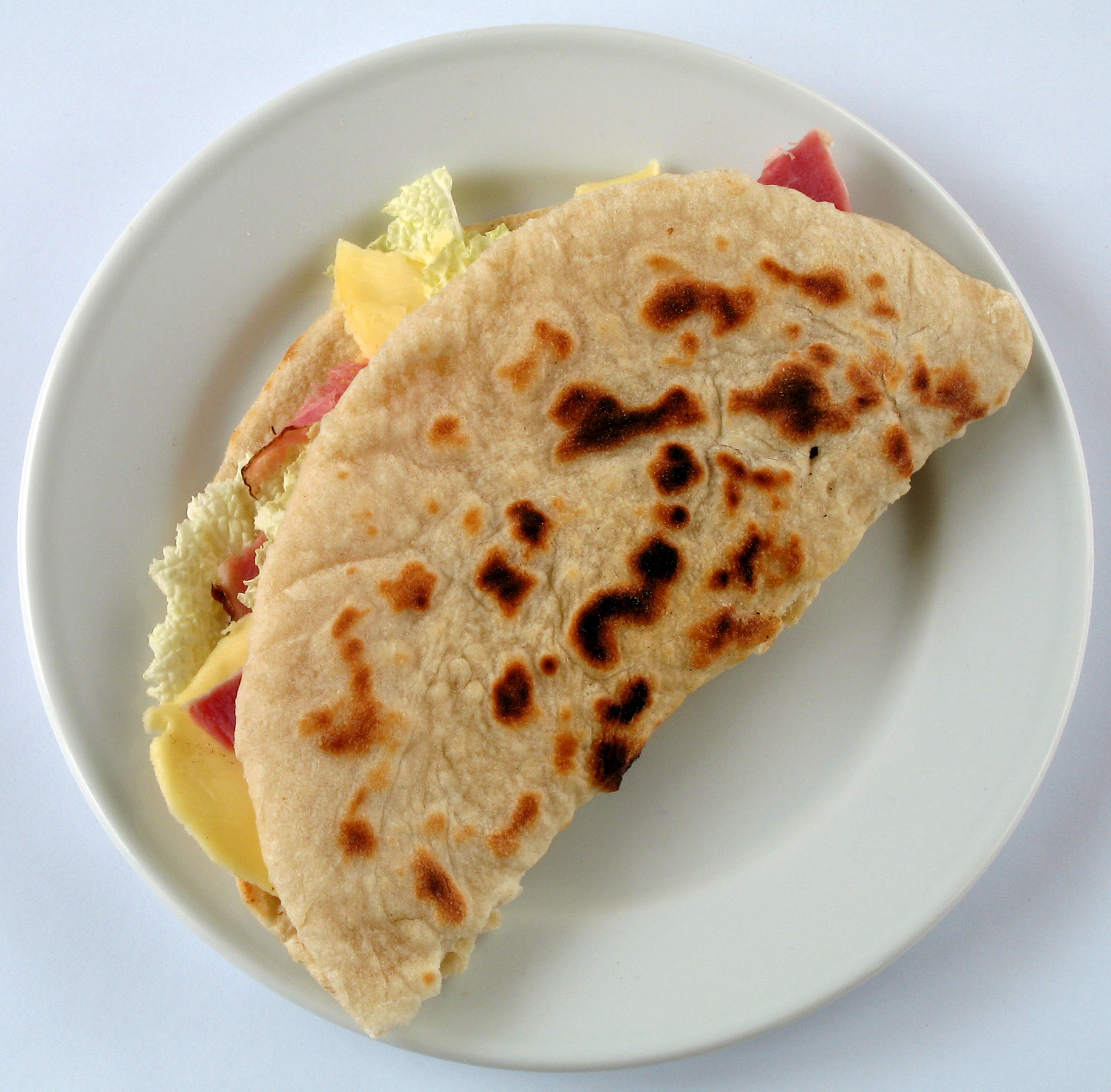
Piadina.

Nommé strutto, son utilisation en Italie remonte probablement aux Étrusques. Il fut supplanté par l'huile d'olive, dont la production s'est diffusée entre les VIIIe et les VIe siècles av. J.-C.. Il a repris de l'importance au Moyen Âge, sous l'influence des invasions barbares. C'est une matière grasse encore très présente en Lombardie, en Émilie-Romagne, dans les Marches et en Campanie, où il apporte un caractère umami aux préparations dans lesquelles il s'intègre, comme un « exhausteur de goût ».
Il est un ingrédient essentiel de nombreuses préparations : dans les pâtes de certains pains et des gressins (pizza, brioches, piadine des Marches et d'Emilie-Romagne, schiacciatina de Mantoue, crescentina modenese et gnocco fritto de Modène, coppia ferrarese IGP de Ferrare, taralli des Pouilles...) ; dans les tourtes et les beignets (erbazzone d'Emilie-Romagne, casatiello de Naples, seadas et pardulas de Sardaigne...). Dans la pâtisserie, il apporte une texture friable (cannolo de Sicile, sfogliatella de Naples...). Il est utilisé en friture grâce à son point de fumée élevé (250°C, chiacchiere du carnaval, patacia de Lombardie...).

## Composition
|                     | Pourcentage |
| ------------------- | ----------- |
| Acide oléique       | 41,2        |
| Acide palmitique    | 23,8        |
| Acide stéarique     | 13,5        |
| Acide linoléique    | 10,2        |
| Acide myristique    | 1,3         |
| Acide α-linolénique | 1,0         |
| Acide érucastique   | 1,0         |
| Acide laurique      | 0,2         |
| Acide caprique      | 0,1         |

## Production
Il est produit principalement en Chine, en Allemagne et au Brésil.
| 1                | Chine      | 2 544 847 |
| 2                | Allemagne  | 549 989   |
| 3                | Brésil     | 508 600   |
| 4                | États-Unis | 447 474   |
| 5                | Russie     | 434 100   |
| 6                | Italie     | 215 513   |
| 7                | Pologne    | 174 649   |
| 8                | Roumanie   | 148 997   |
| 9                | France     | 146 519   |
| 10               | Mexique    | 143 842   |
| Source : FAOSTAT |            |           |